# Тимофеев, Сергей Константинович
Серге́й Константи́нович Тимофе́ев (1923 — 21.12.1944) — командир орудийного расчёта 305-го гвардейского стрелкового полка, гвардии сержант, Герой Советского Союза.

## Биография
Родился в 1923 году в селе Астраханка Нововасильевской волости Бердянского уезда Екатеринославской губернии (Мелитопольский район Запорожской области). Учился в местной семилетней школе. В 1933 году вместе с семьёй переехал в город Енакиево, где в 1940 году окончил среднюю школу. Находился на оккупированной территории. В 1942 году вернулся в Астраханку.
После освобождения села в сентябре 1943 года вступил в Красную армию. С того же времени на фронте. Окончил полковую школу и краткосрочные артиллерийские курсы. Воевал на Южном, 4-м, 3-м и 2-м Украинских фронтах. В составе 28-й, 5-й ударной и 46-й армий участвовал в освобождении южных районов Правобережной Украины, Румынии, Болгарии, Венгрии. Особо отличился в ходе Будапештской наступательной операции.
29 октября 1944 года войска 2-го Украинского фронта начали наступление на Будапешт. К 26 ноября, прорвав оборону противников между Тисой и Дунаем, они вышли к внешнему оборонительному обводу Будапешта, но взять город сходу не смогли. В этих боях 46-я армия действовала на направлении главного удара. После тщательной подготовки в ночь на 5 декабря 1944 года её части начали форсирование реки Дунай в районе города Эрчи.
Командир расчёта 45-миллиметровой пушки 305-го гвардейского стрелкового полка 108-й гвардейской стрелковой дивизии гвардии сержант Тимофеев входил в состав штурмовой группы. Во время переправы под огнём противника в 30 метрах от берега понтон сел на мель. Тимофеев с бойцами расчёта снял орудие, вынес его на мель и открыл огонь по пулемётным точкам врага. Своими действиями он обеспечил переправу 1-го стрелкового батальона на правый берег реки.

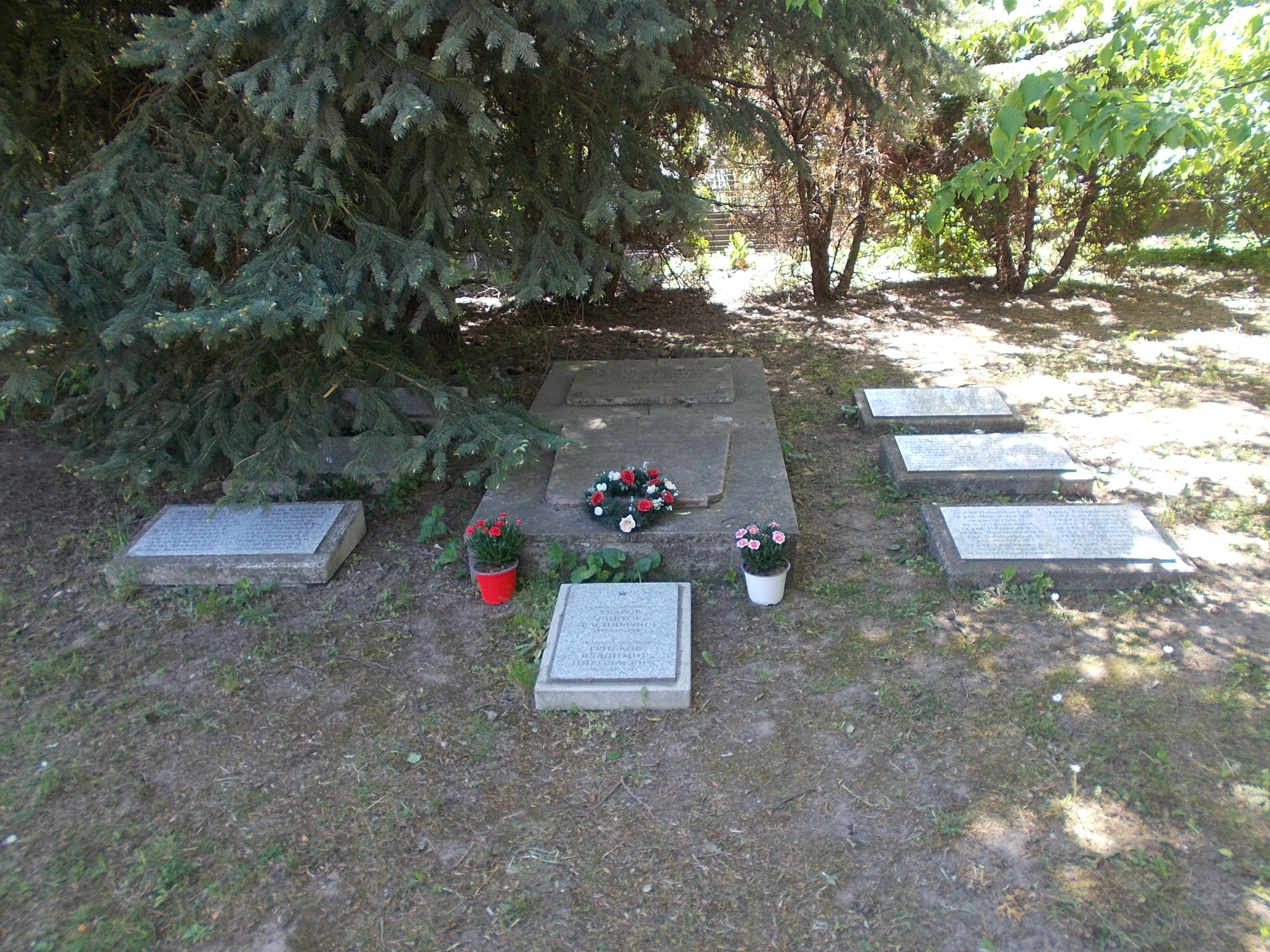
Братская могила в сквере Героев в

Указом Президиума Верховного Совета СССР от 24 марта 1945 года за мужество, отвагу и героизм гвардии сержанту Тимофееву Сергею Константиновичу присвоено звание Героя Советского Союза.
В дальнейшем он участвовал в боях по окружению будапештской группировки противника и в одном из них 21 декабря 1944 года был убит.
Награждён орденом Ленина, медалью «За отвагу».
Похоронен в братской могиле в сквере Героев в деревне Капольнашньек.